# Wielkie Księstwo Meklemburgii-Schwerin

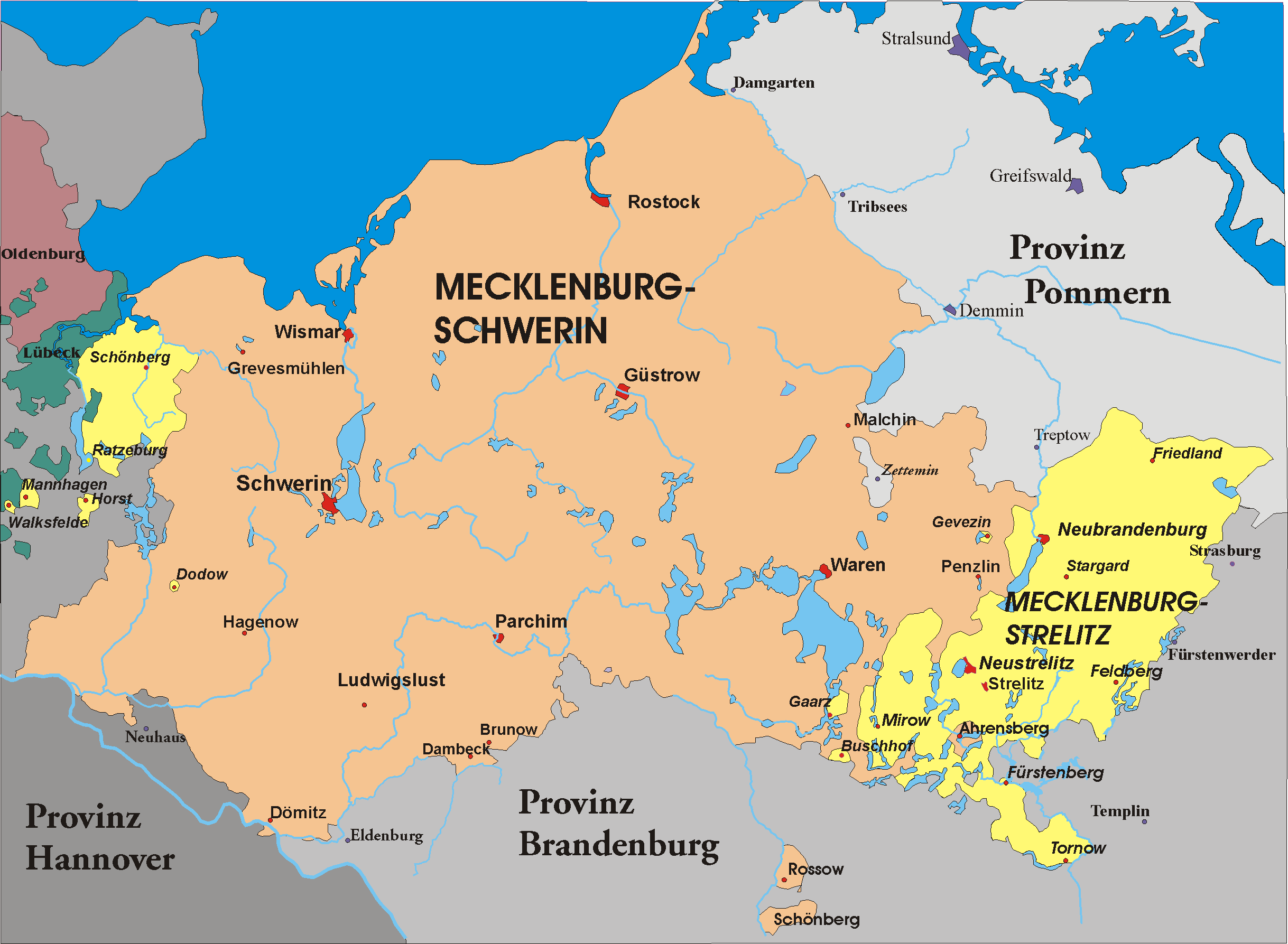
Oba księstwa meklemburskie na mapie

Wielkie Księstwo Meklemburgii-Schwerin (niem. Großherzogtum Mecklenburg-Schwerin) – państwo powstałe 17 czerwca 1815 roku (trzydziesta rocznica objęcia władzy przez dotychczasowego księcia Fryderyka Franciszka I) w wyniku podniesienia dotychczasowego księstwa, będącego członkiem Związku Reńskiego do rangi wielkiego księstwa na mocy decyzji kongresu wiedeńskiego. Meklemburgia była członkiem Związku Niemieckiego od początku jego istnienia, a od 1867 roku Związku Północnoniemieckiego. W 1871 Meklemburgia-Schwerin stało się jednym z państw Cesarstwa Niemieckiego. Wielkie księstwo zostało zlikwidowane w wyniku proklamacji republiki (rewolucja listopadowa).

## Dwa państwa meklemburskie
Meklemburgia dzieliła się od 1701 roku na dwa księstwa Świętego Cesarstwa Rzymskiego: Mecklemburg-Schwerin i Mecklemburg-Strelitz. Drugie z nich było maleńkim państwem nie odgrywającym większej roli, pierwsze miało znacznie większe polityczne ambicje. Był to jednak kraj mało nowoczesny, o słabo rozwiniętym handlu i znajdującym się praktycznie pod rządami oligarchii arystokratycznej.